# Mbe (Kamerun)
Mbe, auch Mbé, ist eine Kommune in Kamerun im Département Vina in der Region Adamaoua. Sie hatte im Jahr 2005 17.478 Einwohner.

## Ortschaften
Folgende weitere Orte gehören zum Verwaltungsgebiet:
- Dena
- Djett
- Gop-Gabdo
- Gorhiek
- Harr
- Home
- Karna Manga
- Karna Petel
- Mane
- Marouaré
- Mbip
- Mona-Lassi
- Ndom Bénoué
- Ndong
- Ngaouyanga
- Nguesseck-Kessoum
- Nguesseck-Tatt
- Nguesseck-Ngai
- Nyadou
- Sassa Garda
- Sassa Mberse
- Sassa Mbersi
- Tagboum
- Tibang (Nyassey)
- Toubaka
- Vourgne Ngaouyack
- Vourgne-Mamboum
- Wack I
- Wack II[1]

## In Mbe geboren
- Emmanuel Abbo (* 1969), römisch-katholischer Bischof von Ngaoundéré stammt aus Mbé.